# Semaeopus cantona
Semaeopus cantona är en fjärilsart som beskrevs av William Schaus 1901. Semaeopus cantona ingår i släktet Semaeopus och familjen mätare. Inga underarter finns listade i Catalogue of Life.